# Muntanyes de la Lluna
Les  muntanyes de la Lluna  era una cadena muntanyosa hipotètica que els geògrafs, fins a mitjan segle xix, van col·locar al cor d'Àfrica, sota la línia de l'equador. El fet que les regions centrals d'aquest continent restaven inexplorades, va donar peu a aquestes ficcions, fins i tot es creia que el riu Nil s'originava allà.
En l'actualitat s'ha volgut identificar aquesta cadena muntanyosa mítica amb les muntanyes Ruwenzori, a Uganda.
| «                 | Mons Lunae aquo Nili paludes | » |
| — Claudi Ptolemeu |                              |   |